# Kozi Grzbiet (Isergebirge)
Der Kozi Grzbiet (deutsch: Ziegenkamm) ist ein 945 m hoher Berg im schlesischen Teil des Isergebirges in Polen. Der Kozi Grzbiet ist einer der höchsten Berg des Isergebirges im Süden des Hohen Iserkamms in der Gemeinde Szklarska Poręba, unweit dessen Stadtteil Jakuszyce. 

## Beschreibung
Der Gipfel ist fast vollständig mit Nadelwald bewachsen. Der Gipfel gehört zu den südlichen Ausläufern des Hohen Iserkamms. Südlich schließt sich noch der Gipfel Tkacka Góra an. Auf dem Berg befinden sich einige Felsformationen, die bis 1945 Naturdenkmäler waren, unter anderem die Kozie Skały. Am Südhang des Kamms mündet die Mumlava in die Iser. Unterhalb des Osthangs befindet sich das Tal der Millnitz, die in die Mumlava mündet. Der Westhang fällt relativ steil ins Tal der Iser ab. An den Hängen führte ab dem 18. Jahrhundert die Alte Zollstrasse und ab dem späten 19. Jahrhundert die Zackenbahn von Schlesien nach Böhmen. Über den Gipfel führen keine markierten Wanderwege, doch an seinen Hängen führt der grün markierte Weg, der der Alten Zollstraße folgt, von der Orle-Hütte bis nach Strickerhäuser (seit 1958 in der Tschechoslowakei/Tschechien).